# Leopold von Plessen (Diplomat, 1769)

Porträt Leopold von Plessen. Rudolph Suhrlandt, um 1808 (Staatliches Museum Schwerin, Großherzoglicher Nachlass)

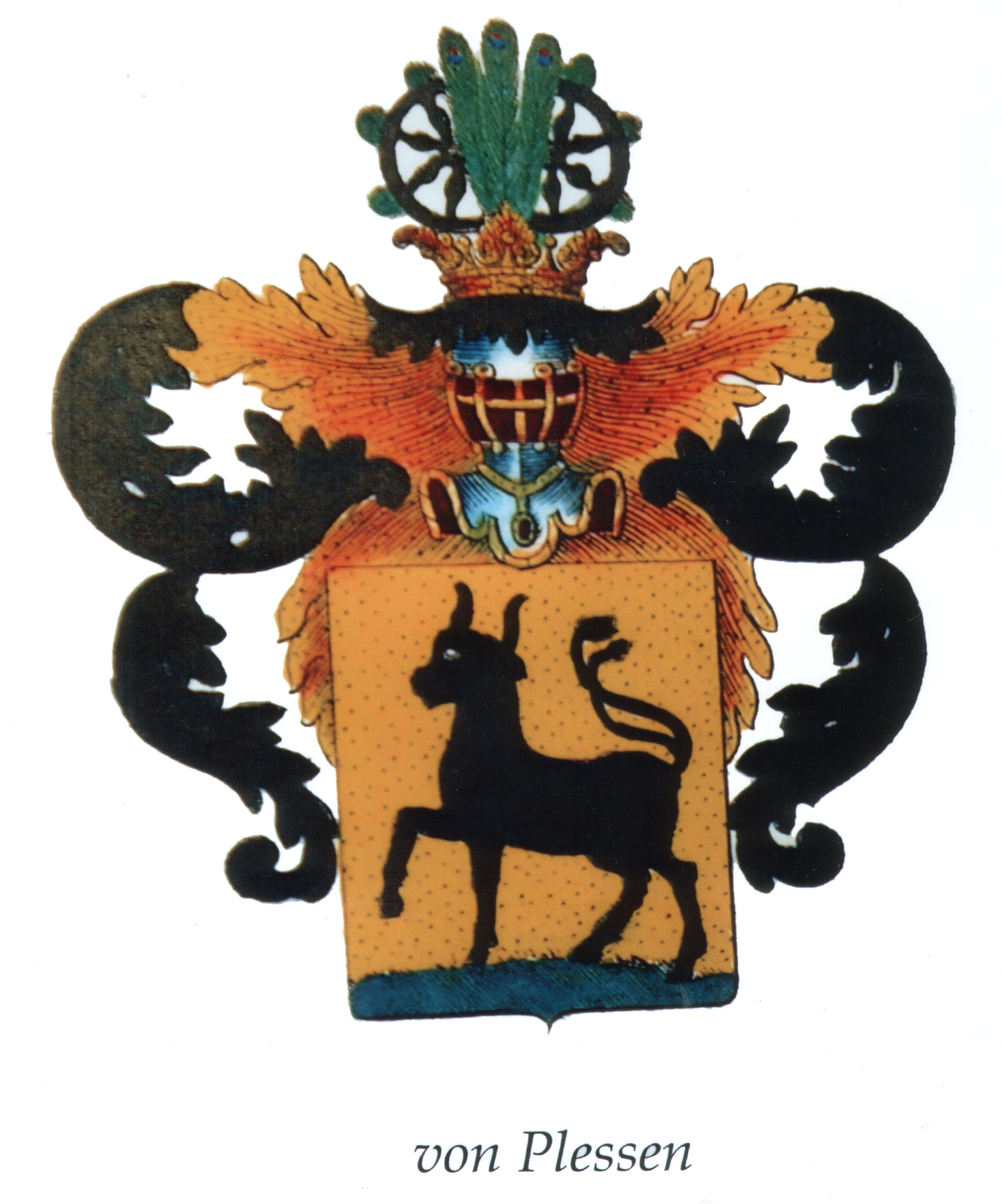
Wappen des Familienzweiges

Leopold Engelke Hartwig Freiherr von Plessen, auch Engelke Leopold Hartwig von Plessen, Leopold Hartwig von Plessen (* 21. Januar 1769 in Raden; † 25. April 1837 in Schwerin) war ein deutscher Diplomat, Kammerherr und von 1836 bis 1837 Präsident des Geheimen Rates und (Erster) Minister in Mecklenburg-Schwerin.

## Leben
Leopold von Plessen stammte aus dem ursprünglich edelfreien mecklenburg-holsteinischen Adelsgeschlecht von Plessen. Er wurde als sechstes von zehn Kindern des Hauptmanns und Gutsbesitzers zu Raden (1754), Vogelsang und Lalendorf Christoph Leopold Hartwig (* 9. Januar 1721 in Schwerin; † 16. Dezember 1783 in Raden) und seiner Frau Katharina Dorothea von Plessen (* 27. April 1741 in Steinhausen, † 15. März 1803 ebd.) in Raden bei Güstrow geboren.
Nur von Hauslehrern unterrichtet, studierte er ab Michaelis 1785 Philosophie an der Universität Rostock und anschließend ab Ostern 1787 Kameralistik sowie europäisches Staats- und Völkerrecht in Göttingen. 1790 wurde er Mitglied der königlich-preußischen Kriegs- und Domänenkammer in Berlin und nahm im selben Jahr in Frankfurt am Main an der Krönung von Kaiser Leopold II. teil. Nach verschiedenen Bildungsreisen und einem Aufenthalt in Regensburg trat Plessen am 11. März 1793 als Auditor beim Kammerkollegium Schwerin mit dem Charakter eines Drosten in den mecklenburgischen Staatsdienst ein. Am 10. September 1796 wurde er herzoglich-mecklenburg-schwerinscher Kammerherr, nachdem er im selben Jahr bei der Teilung des väterlichen Nachlasses das Gut Vogelsang erworben hatte. Nach weiteren Reisen durch England, Frankreich und Österreich hielt sich Plessen überwiegend am Hof des (Teil-)Herzogtums Mecklenburg-Schwerin auf und erlangte schnell das Vertrauen seines Fürsten. Von 1802 bis 1806 weilte Plessen als mecklenburgischer Gesandter auf dem Reichstag in Regensburg und verfolgte 1803 mit herzoglichem Spezialauftrag die Interessen des mecklenburgischen Fürstenhauses zur Erlangung der Kurwürde. Im Juni 1805 zeitweilig nach Mecklenburg zurückgekehrt, wurde er in Anerkennung seiner Verdienste zum Geheimen Rat ernannt.
1807 zum Wirklichen Geheimen Rat und Minister ernannt, war Leopold von Plessen in der Regierung des Landesteils Mecklenburg-Schwerin als dritter Minister und Direktor des Kabinetts tätig, 1808 als zweiter Minister. In der Zeit der Deutschen Befreiungskriege war Plessen viel auf Reisen, häufig mit diplomatischen Missionen und Verhandlungen mit Russland, Preußen und anderen Großmächten betraut. Während des Wiener Kongresses 1814 trat er als Vertreter von Mecklenburg-Schwerin wiederholt für das Wiederaufleben des Deutschen Reiches ein und erreichte die Rangerhöhung beziehungsweise Rangangleichung seines Fürsten, Herzog Friedrich Franz I., zum Großherzog von Mecklenburg. Er avancierte auf dem Wiener Kongress zu einem der bedeutendsten Vertreter der deutschen Kleinstaaten (Mindermächtigen) und konnte durch geschicktes diplomatisches Taktieren letztlich die staatliche Souveränität Mecklenburgs und weiterer Kleinstaaten bewahren helfen.
1815 nahm Leopold Freiherr von Plessen als Gesandter und bevollmächtigter Minister beider mecklenburgischer Landesteile am Bundestag des Deutschen Bundes teil, ebenso an den Ministerialkonferenzen 1819 und an der Wiener Konferenz 1819/20.

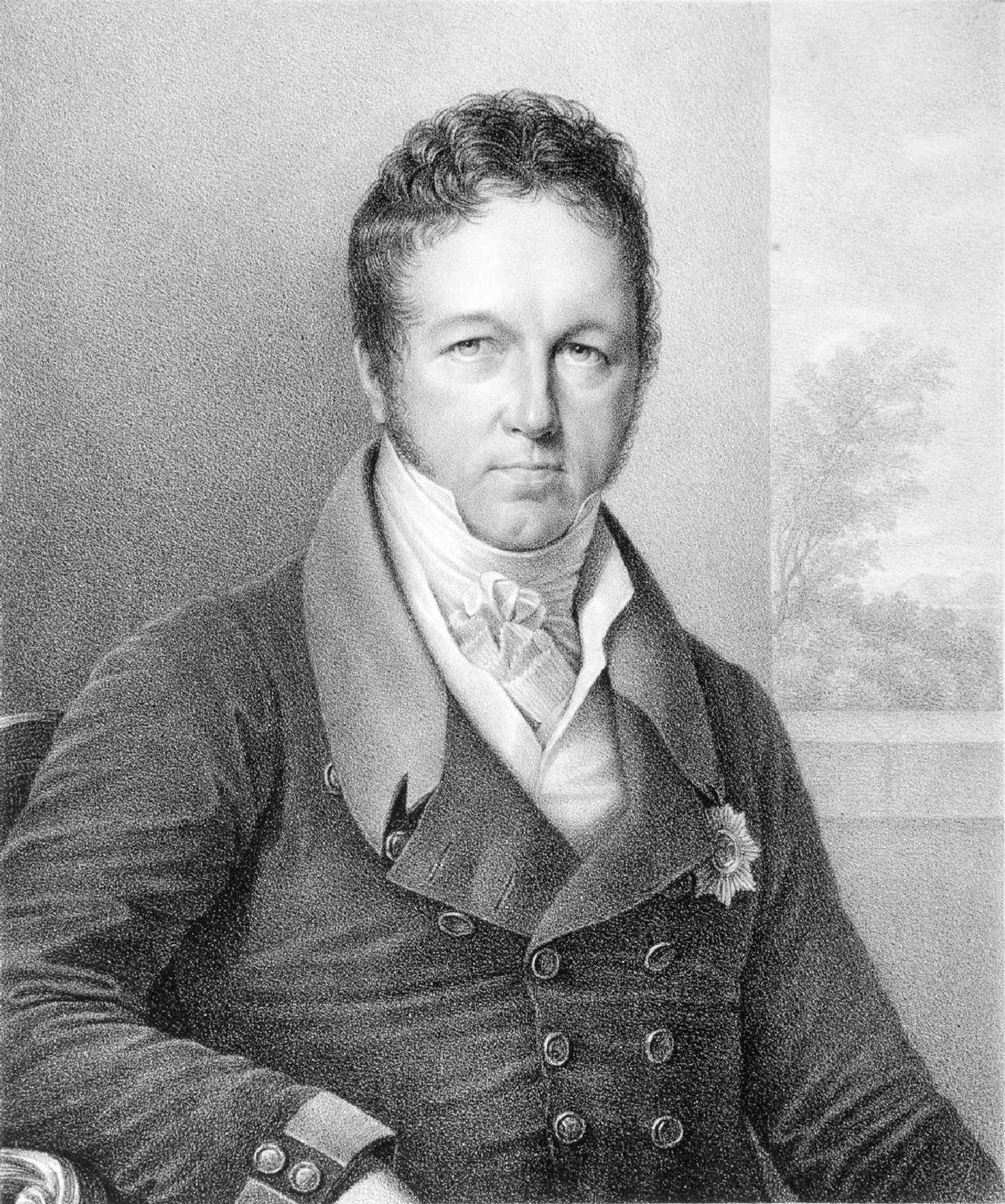
Porträt 1825

Fürst Metternich bot Plessen nach Beendigung der Karlsbader Konferenzen – in Anerkennung seiner bisherigen Verdienste – den Posten des österreichischen Außen- bzw. Finanzministers an. Plessen schlug dies wegen seiner Freundschaft zum amtierenden Außenminister Graf Johann Rudolf Buol-Schauenstein aus. Später schlossen sich Angebote Metternichs und des preußischen Ministers Graf von Bernstorff für einen Posten als österreichischer bzw. preußischer Gesandter des Bundestages an. Auch diese beiden Offerten lehnte Plessen aus Verbundenheit mit seiner Heimat Mecklenburg und aufgrund seiner langjährigen Freundschaft mit Großherzog Friedrich Franz I. ab. Der sogenannte „Plessensche Salon“ im Neustädtischen Palais in Schwerin avancierte in den Folgejahren durch die Besuche zahlreicher auswärtiger Diplomaten zum geistigen Mittelpunkt der Residenzstadt.
Seit 1782 war Plessen Eigentümer des ritterschaftlichen Gutes Dolgen am See und ließ das Herrenhaus Dolgen nach dem Vorbild des schwiegerväterlichen Herrenhauses auf dem Gut Orellen in Livland umbauen. Seit 1824 verbrachte er jeden Sommer auf seinem Landgut am Dolgener See und verhalf durch die Besuche zahlreicher in- und ausländischer Staatsgäste und anderer hochgestellter Persönlichkeiten dem Dorf Dolgen zu beachtlicher politischer Bedeutung. Den festen Wohnsitz nahm Familie von Plessen aus dienstlichen Gründen in Ludwigslust, wo bereits Herzog Friedrich der Fromme geräumige Wohnungen für Hofbeamte hatte errichten lassen. In seinen letzten Jahren verstärkt auf innenpolitischem Gebiet tätig, vertrat Plessen die Interessen des schwerinschen Großherzogs auf zahlreichen Landtagen. Am 5. Mai 1836 wurde Leopold von Plessen als Präsident des Geheimen Rates und (Erster) Minister in das ranghöchste Staatsamt von Mecklenburg-Schwerin berufen; er trat damit die Nachfolge seines im 81. Lebensjahr verstorbenen Amtsvorgängers August Georg von Brandenstein an. Nach Plessens Tod im Jahr 1837 übernahm Christian Friedrich Krüger die Leitung der Regierungsgeschäfte.

## Familie

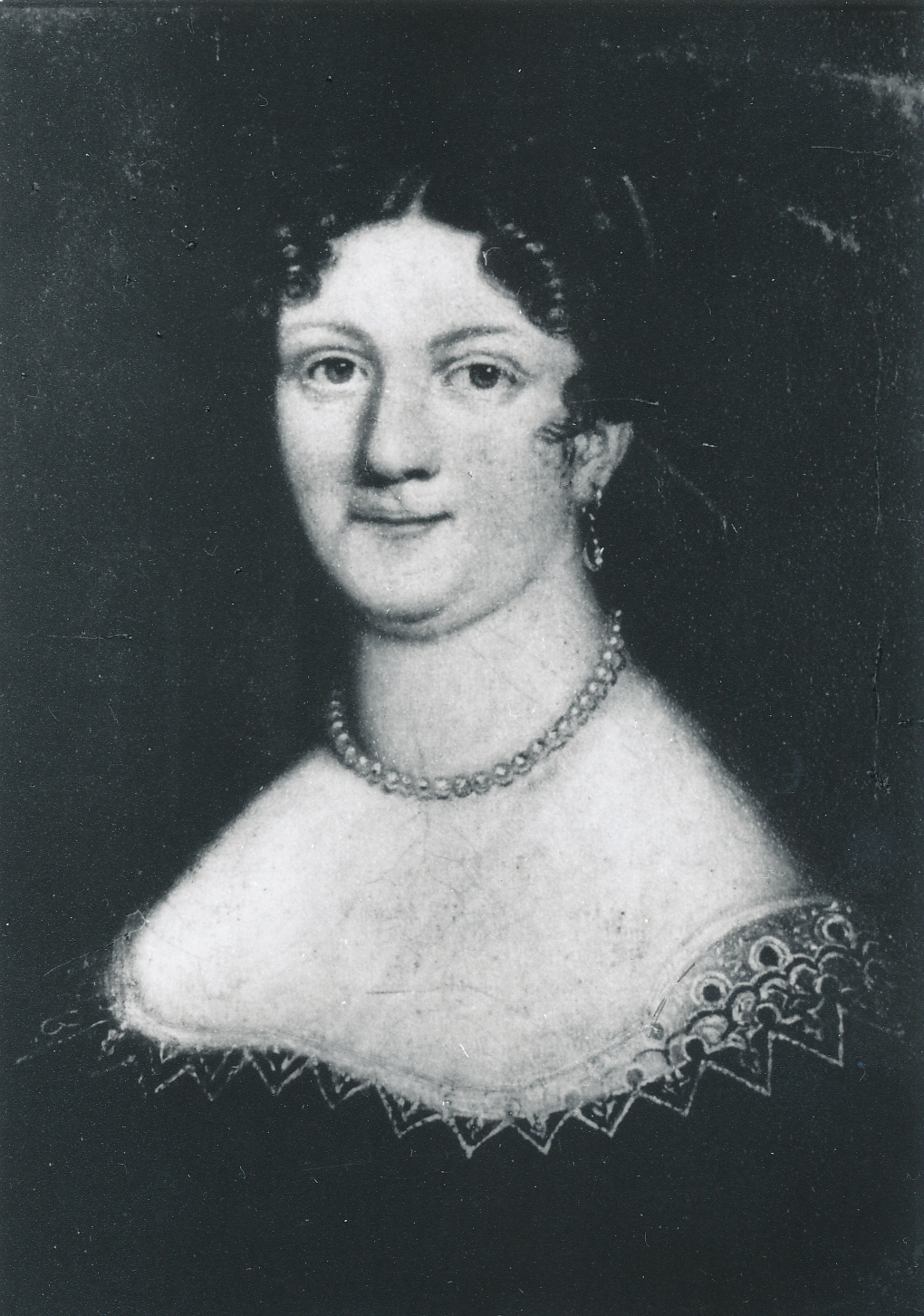
Ehefrau Sophie

Seine Ehefrau Martha Friederike Sophie Freiin von Campenhausen (1776–1835) (Trägerin des Russischen Ordens der Heiligen Katharina II. Klasse (24. Junijul. / 6. Juli 1824greg.)) war eine Tochter des russischen Wirklichen Geheimen Rats Balthasar von Campenhausen (1745–1800) und die Hofdame der Erbprinzessin Helene Paulowna von Mecklenburg-Schwerin sowie Oberhofmeisterin der Erbgroßherzogin Alexandrine von Mecklenburg-Schwerin. Das Ehepaar hinterließ zwei Söhne und eine Tochter; zwei weitere Nachkommen – seine erstgeborene Tochter Helene im ersten Lebensjahr 1804 und im Jahr 1811 ein fünftes Kind am Tag der Geburt – verstarben sehr früh. Seine Tochter Luise (1804–1857) vermählte sich 1832 in Ludwigslust mit dem großherzoglich mecklenburgischen Wirklichen Geheimen Rat Friedrich Albert von Oertzen (1797–1873) aus dem Hause Kittendorf und lebte auf dessen Gütern Kurzen- und Langen-Trechow. Sein Sohn Friedrich (1806–1853) wurde 1837 Preußischer Regierungsreferendar; er verstarb ledig und kinderlos in Braunschweig. Sein Sohn Hermann (1810–1855) wurde im Jahr 1839 Mecklenburger Kammerherr; Hermann war zwei Mal verheiratet: Im Jahr 1839 ehelichte er in Rostock Lisette von Stralendorff gen. von Kolhans (1819–1846) aus dem Hause Golchen, die aber bereits mit 26 Lebensjahren kinderlos verstarb. 1847 vermählte er sich in Hohen Sprenz mit Hedwig Ernestine von Storch (1816–1874), der Tochter des Justizrats August Leopold Justus von Storch und seiner Ehefrau Friederike Christine, geb. von Drieberg; aus dieser zweiten Ehe gingen fünf Kinder hervor. Das Rittergut Dolgen am See hatte Leopold von Plessen zum Fideikommiss gestaltet; es wurde zunächst von seinem Sohn Hermann übernommen und dann von dessen Sohn Gustav sowie dessen Nachkommen Leopold weitergeführt.

## Ehrungen und Würdigung der Lebensleistung

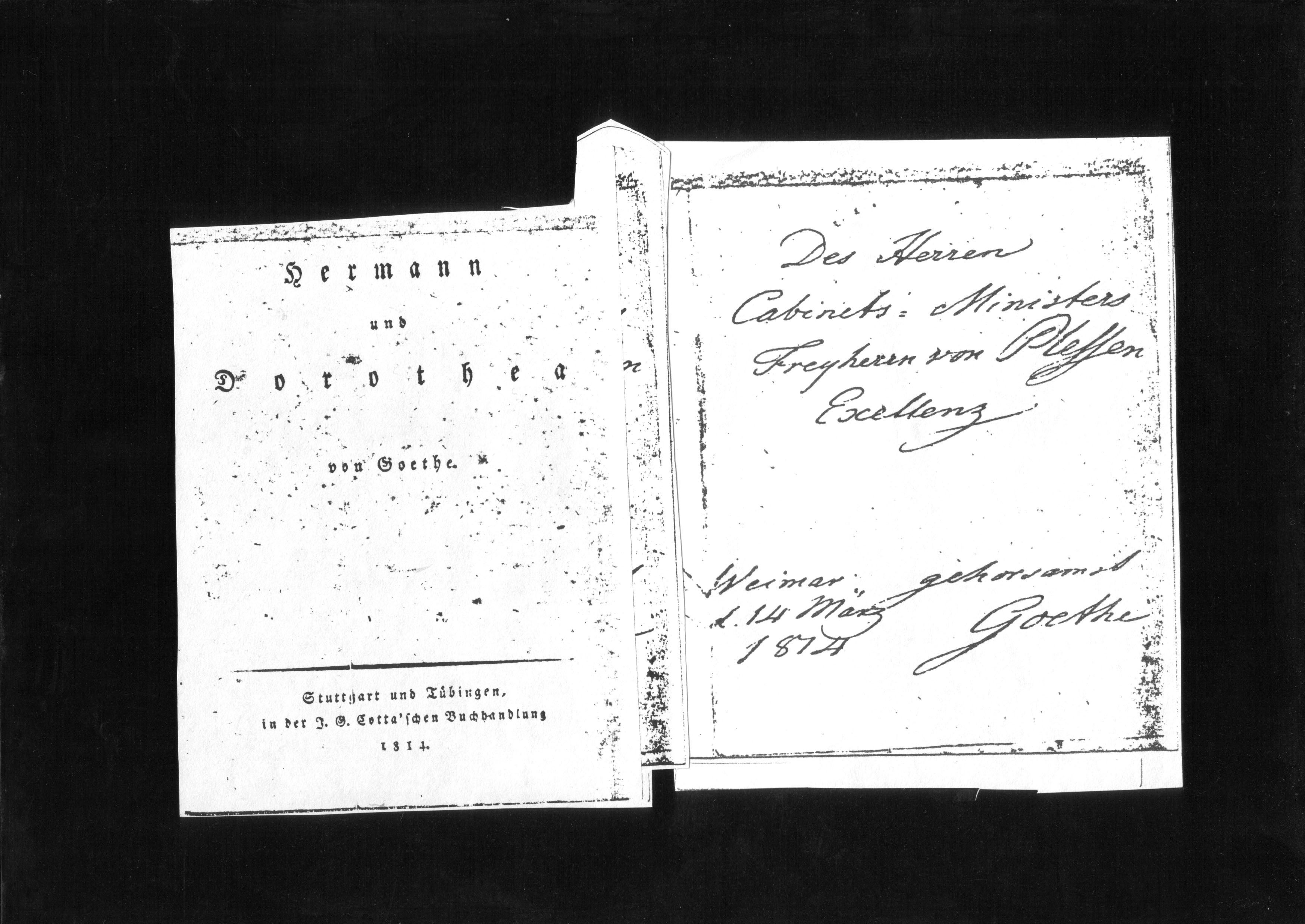
Einladungskarte Johann Wolfgang von Goethes zu einer Lesung von Hermann und Dorothea in der Cotta’schen Buchhandlung, 1814

Mit ihren frühen Schriften wurden Leopold von Plessen und Johann Heinrich von Thünen zu den Vordenkern des später gegründeten Mecklenburgischen Ritterschaftlichen Kreditvereins, Sitz Rostock und für beiden mecklenburgischen Teilstaaten zuständig. Im Jahre 1808 wurde Leopold von Plessen zum königlich Dänischen Ritter vom Dannebrog-Orden geschlagen. 1819 erhielt er die Ehrendoktorwürde der Juristischen Fakultät der Universität Rostock anlässlich der 400-Jahr-Feier. Fast gleichzeitig verlieh ihm der Mecklenburgische Patriotische Verein die Ehrenmitgliedschaft. Später trat Plessen als ordentliches Mitglied der königlichen Gesellschaft für nordische Altertumskunde in Kopenhagen bei.
1819 gehörte Leopold Freiherr von Plessen ferner zu den Gründungsmitgliedern der Gesellschaft für ältere deutsche Geschichtskunde.
1835 ernannte ihn auch der soeben gegründete Verein für mecklenburgische Geschichte und Altertumskunde zum Ehrenmitglied. Kaiser Franz I. von Österreich verlieh ihm am 20. Juni 1820 das Großkreuz des kaiserlichen Leopold-Ordens.
Kurze Zeit später erhielt Plessen vom preußischen König Friedrich Wilhelm III. den königlich preußischen Roten  Adler-Orden erster Klasse.
Die Mecklenburgische Volks-Zeitung (März 1990) sowie die Ostsee-Zeitung (Januar 2002) würdigten Leopold von Plessen posthum als Vorkämpfer der Deutschen Einheit.

## Tod, Kondolenz und Beisetzung

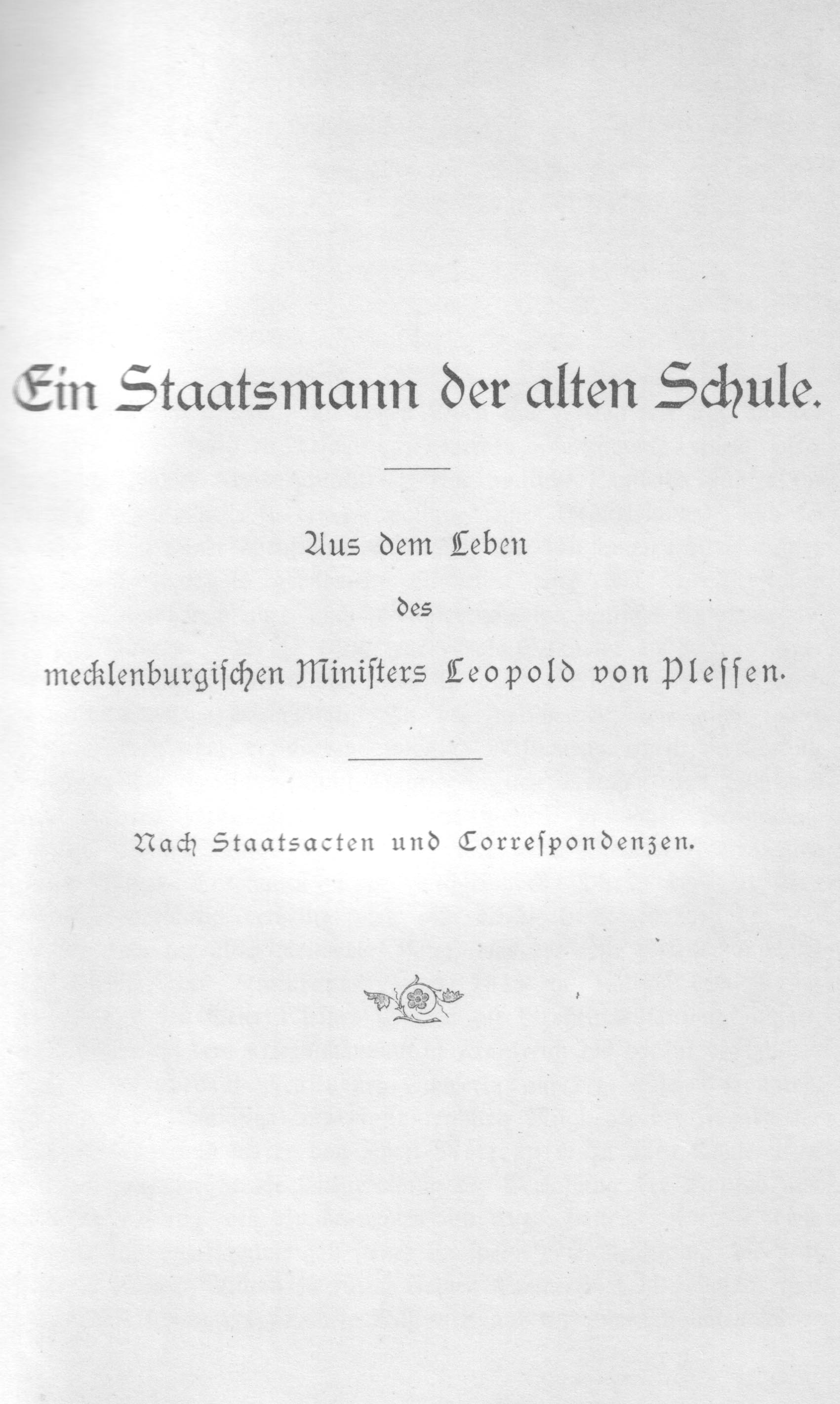
Ludwig von Hirschfeld, Hinstorff`sche Buchhandlung, Wismar 1896

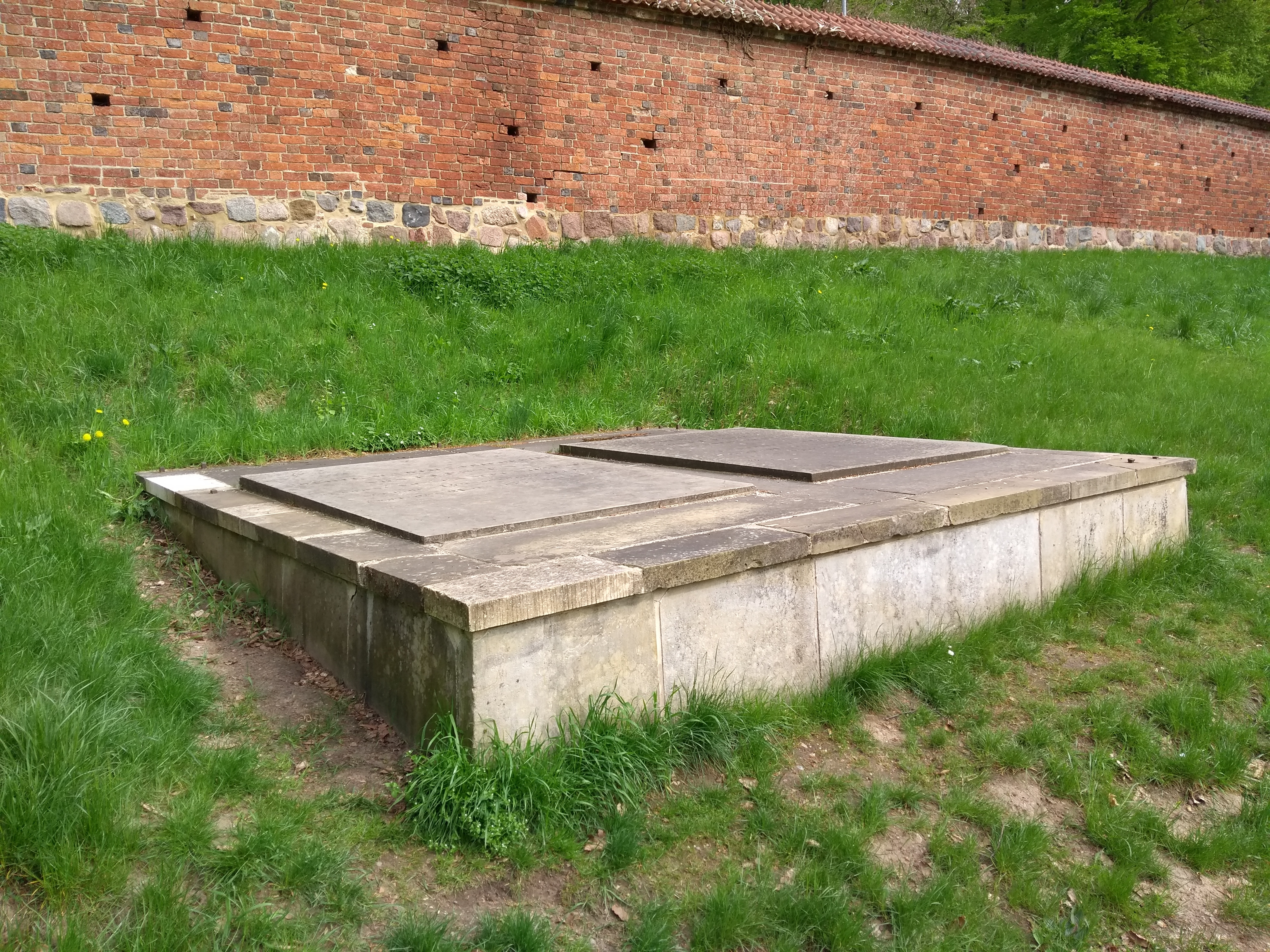
Grabstätte auf dem alten Friedhof beim Doberaner Münster (Mai 2018)

Am 25. April 1837 verstarb Leopold von Plessen an einer Lungenlähmung infolge einer grippalen Erkrankung. Sein Tod wurde von Metternich als Verlust für die kleineren deutschen Staaten sowie für den Bund bezeichnet. Großherzog Paul Friedrich von Mecklenburg sowie zahllose Bürger der Landeshauptstadt und der umliegenden Ortschaften erwiesen ihm im Neustädtischen Palais zu Schwerin, das durch Leopold von Plessen ab 1820 als Finanzministerium genutzt wurde, die letzte Ehre.
Plessen wurde an der Seite seiner 1835 bereits vorausgegangenen Gemahlin Sophie auf dem alten Friedhof beim Doberaner Münster an der östlichen Klostermauer (heute als Parkanlage „Bachgarten“ denkmalgeschützt) beigesetzt, wo das Doppelgrab heute in restauriertem (2016) Zustand erhalten ist.
Der Diplomat und Schriftsteller Ludwig von Hirschfeld (1842–1895) fand in seinem Buch Von einem deutschen Fürstenhofe die folgenden Schlussworte:

„Leopold von Plessen wurde an der Seite seiner Gemahlin bestattet, nur wenige Schritte entfernt von den ehrwürdigen Mauern der alten Kirche, einem herrlichen Denkmal gothischer Baukunst, dem Mausoleum der mecklenburgischen Herzöge, in deren Mittelschiff sich der steinerene Sarkophag Friedrich Franz’ I. erhebt. So ruhen sie auch im Tode nahe beieinander, die drei Menschen, deren Schicksale im Leben eng verflochten waren. (…) Leopold von Plessen verdiente, daß die Nachwelt ihn als das kennenlernte, was er war:
ein edler Mensch,

ein bedeutender Staatsmann und –

was man von seinen Zeitgenossen

nur selten sagen konnte –

ein deutscher Patriot!
“

## Werke
- Grundzüge zur Verbesserung des Creditwesens, insbesondere auf Ritterschaftlichen Güthern in Mecklenburg. s. n., s. l. 1804.
- Versuch zu einer verbesserten Circulation des Papiergeldes und Berichtigung der öffentlichen Schuld in dem Kaiserlich Oesterreichischen Staat. s. n., Regensburg 1806, Digitalisat.
- Über das natürliche Verhältniß und die Beschränkungen des Handels zwischen verschiedenen Staaten in Beziehung auf die gegenwärtigen Zeitvorfälle. In Kommission bei Montag und Weiß u. a., Regensburg u. a. 1806, Digitalisat.
- Ideen über die reelle Grundlage eines nothwendigen Papiergeldes. In Kommission bei Montag und Weiß, Regensburg 1806, Digitalisat.
- Grundzüge zu einem künftigen teutschen Gesamtwesen und einer National-Einheit. s. n., Wien 1815. (Digitalisat)